# Campionati mondiali di pallacanestro in carrozzina
Il campionato mondiale di pallacanestro in carrozzina è la più importante competizione per rappresentative nazionali di pallacanestro in carrozzina; si svolge ogni quattro anni, organizzata dall'Federazione Internazionale Basket in Carrozzina.
Il primo mondiale fu organizzato nel 1973 per il settore maschile e nel 1990 per quello femminile.
La nazionale più titolata è tra gli uomini è la statunitense, con sei vittorie (1979, 1983, 1986, 1994, 1998, 2002 e 2022). Tra le donne, il primato è del Canada, con cinque vittorie (1994, 1998, 2002, 2006 e 2014).

## Albo d'oro
| Stagione | Vincitore uomini | Vincitore donne | Sede                                |
| -------- | ---------------- | --------------- | ----------------------------------- |
| 1973     | Regno Unito      |                 | Bruges                              |
| 1975     | Israele          |                 | Bruges                              |
| 1979     | Stati Uniti      |                 | Tampa                               |
| 1983     | Stati Uniti      |                 | Halifax                             |
| 1986     | Stati Uniti      |                 | Melbourne                           |
| 1990     | Francia          | Stati Uniti     | Bruges (M) - Saint-Étienne (F)      |
| 1994     | Stati Uniti      | Canada          | Edmonton (M) - Stoke Mandeville (F) |
| 1998     | Stati Uniti      | Canada          | Sydney                              |
| 2002     | Stati Uniti      | Canada          | Kitakyūshū                          |
| 2006     | Canada           | Canada          | Amsterdam                           |
| 2010     | Australia        | Stati Uniti     | Birmingham                          |
| 2014     | Australia        | Canada          | Incheon (M) - Toronto (F)           |
| 2018     | Regno Unito      | Paesi Bassi     | Amburgo                             |
| 2022     | Stati Uniti      | Paesi Bassi     | Dubai                               |

## Medagliere

### Maschile
| Pos. | Squadra     | 1º posto | 2º posto | 3º posto | Totale |
| ---- | ----------- | -------- | -------- | -------- | ------ |
| 1    | Stati Uniti | 7        | 5        | 1        | 13     |
| 2    | Regno Unito | 2        | 3        | 1        | 6      |
| 3    | Australia   | 2        | -        | 2        | 4      |
| 4    | Francia     | 1        | 3        | 1        | 5      |
| 5    | Canada      | 1        | 1        | 4        | 6      |
| 6    | Israele     | 1        | -        | -        | 1      |
| 7    | Paesi Bassi | -        | 2        | 2        | 4      |
| 8    | Svezia      | -        | -        | 1        | 1      |
| 8    | Turchia     | -        | -        | 1        | 1      |
| 8    | Iran        | -        | -        | 1        | 1      |

### Femminile
| Pos. | Squadra     | 1º posto | 2º posto | 3º posto | Totale |
| ---- | ----------- | -------- | -------- | -------- | ------ |
| 1    | Canada      | 5        | -        | 2        | 7      |
| 2    | Stati Uniti | 2        | 4        | 1        | 7      |
| 3    | Paesi Bassi | 2        | -        | 1        | 3      |
| 4    | Germania    | -        | 3        | 2        | 5      |
| 5    | Cina        | -        | 1        | -        | 1      |
| 5    | Regno Unito | -        | 1        | -        | 1      |
| 7    | Australia   | -        | -        | 3        | 3      |